# Algarrobo (Spanyolország)
Algarrobo település Spanyolországban, Málaga tartományban. Algarrobo Arenas, Sayalonga és Vélez-Málaga községekkel határos. Lakosainak száma 6909 fő (2024).

## Népesség
A település népessége az elmúlt években az alábbi módon változott:
| Lakosok száma | 4844 | 4979 | 5907 | 6219 | 6584 | 6103 | 6284 | 6444 | 6625 | 6909 |
|               | 2001 | 2004 | 2007 | 2009 | 2012 | 2014 | 2017 | 2019 | 2022 | 2024 |